# Telestreet
Telestreet (o "network delle televisioni di strada") è una rete di microemittenti televisive senza fini di lucro, che trasmettono via etere attraverso tecnologie analogiche e digitale terrestre (DVB-T) a basso costo.

## Gli antecedenti storici
Telebiella, prima tv libera italiana creata da Giuseppe Sacchi nel 1971 merita di essere considerata la progenitrice italiana delle telestreet.
Il fondatore di Telebiella aveva creato un sistema di televisori collegati via cavo coassiale; gli studi erano in un ex convitto biellese (oggi raso al suolo), e uno dei televisori era posto in un bar sotto i portici del centro. Il successo dell'iniziativa fu clamoroso ma portò al taglio del cavo di trasmissione, il 3 giugno 1973, in quanto l'emittente, secondo la Rai e la polizia postale, trasmetteva "Contra legem" violando il monopolio delle radioteletrasmissioni allora vigente in Italia. La situazione fu ribaltata con un doppio pronunciamento della Corte Costituzionale sulla vicenda di Telebiella. Il primo del 9 luglio 1974 ammise la possibilità di trasmettere via cavo, il secondo (la famosa sentenza 202 della Corte Costituzionale datata 28 luglio 1976) portò alla fine effettiva del monopolio della Rai con la possibilità di trasmettere anche via etere, purché in ambito locale. Ne nacque un fenomeno molto spontaneistico e capillare di oltre 900 televisioni locali, alcune delle quali, sul finire degli anni settanta, iniziarono poi a strutturarsi in grossi network editoriali.
Nel 1994, a Bari, il regista Mario Tani, non ancora maggiorenne, realizza una antesignana telestreet, riadattando e potenziando un trasmettitore casalingo di pochi watt e collegandolo ad una rudimentale antenna. Il segnale, molto debole, raggiunge solo alcune decine metri in linea d'aria, ma consente al suo ideatore di diffondere i programmi autoprodotti all'interno del proprio condominio, un abitato molto grande con diverse palazzine e un grosso cortile. Il progetto prende così il nome di "Garden Tv" e i programmi, realizzati grazie ad un gruppo di fedelissimi amici, vengono registrati e conservati su semplici nastri VHS. Le trasmissioni durano poche settimane, ma sotto questo nome saranno realizzati alcuni dei primi cortometraggi dell'autore, per alcuni anni a seguire.
Oltre all'avventura delle prime televisioni libere italiane, le telestreet del 2002 hanno preso ispirazione dall'esperienza e dalle pratiche produttive delle radio libere della metà degli anni settanta, in particolar modo nell'organizzazione del palinsesto e nell'ampio utilizzo della diretta, così come nella struttura redazionale imperniata sul volontariato.
Modelli più recenti di ispirazione per le telestreet italiane sono state le televisioni civiche e le tv comunitarie ad accesso pubblico (Open Channels), emittenti televisive no-profit con finalità sociali e culturali diffuse negli Stati Uniti e nei paesi del Nord Europa.

## Le telestreet propriamente dette
Il progetto, (ri)nato in Italia tra il 2001 e il 2002, si ispira all'inversione del tradizionale flusso unidirezionale che caratterizza la comunicazione televisiva: anziché grossi network che trasmettono un segnale verso una massa indistinta di telespettatori in una vasta area, le telestreet sono emittenti televisive che trasmettono un debole segnale via etere che si rivolge a poche centinaia di telespettatori di un territorio ristretto - una strada, un quartiere, un gruppo di case. Il costo limitato delle apparecchiature (circa un migliaio di euro) e la facile reperibilità della strumentazione permettono infatti a chiunque di realizzare la propria televisione.
Il progetto è partito dall'esperienza di TeleMonteOrlando, una microemittente che trasmette nella città di Gaeta, nata il 24 dicembre 2001 per iniziativa di un gruppo di mediattivisti. Lo studio di TeleMonteOrlando è un negozio che si affaccia sulla pubblica strada e le trasmissioni in diretta sono aperte a tutti i cittadini. Senza conoscere l'esistenza di TeleMonteOrlando, circa sei mesi più tardi, il 21 giugno 2002, un altro gruppo di mediattivisti dà vita a OrfeoTv, un'emittente che affaccia i propri studi sulla via omonima del centro di Bologna trasmettendo in un cono d'ombra del canale 51, non raggiunto, in quella zona, dal segnale di MTV.
Sin dalla sua fondazione, OrfeoTv indica nella creazione di un circuito di microemittenti lo strumento per intraprendere una battaglia politica per la liberalizzazione dal basso dell'etere: nel manifesto "L'arcipelago delle ombre eteree" viene per la prima volta utilizzato il nome di Telestreet per definire il network delle televisioni di strada italiane. Nei mesi successivi si raccolgono attorno alla rete numerose emittenti italiane, molte delle quali venute a conoscenza della possibilità di trasmissione a basso costo dalle esperienze di Bologna e di Gaeta.
Questa formula si è in seguito sviluppata con decine di televisioni in tutto il territorio nazionale e all'estero, in paesi che utilizzano la trasmissione televisiva via etere (Spagna, Argentina, Francia, Bosnia), in modo simile a ciò che era accaduto negli anni 1970 con le "radio libere", che trasmettevano il proprio segnale pur in condizioni di illegalità, sino alla regolamentazione del settore e alla fine del monopolio statale sulle frequenze radiofoniche. Anche l'avventura delle prime televisioni private italiane ha in comune con la nascita delle telestreet le medesime condizioni di illegalità in cui esse operarono prima di una sentenza della Corte Costituzionale del 1976 che ne autorizzò l'esistenza.
Nel 2005 il progetto Telestreet ed NGVision archivio online di contenuti video si sono aggiudicati un Award of distinction nella categoria "Comunità digitali" del premio Ars Electronica di Linz, il più noto premio internazionale per le arti, le tecnologie e le pratiche sociali sui media digitali.

## Le telestreet e la regolamentazione dello stato
La regolamentazione del sistema televisivo italiano avviata nei primi anni ottanta allo scopo di uscire dalla fase di "far west dell'etere" ha di fatto impedito l'accesso allo strumento televisivo per finalità diverse da quelle di natura commerciale. L'intervento dei legislatori ha lasciato in mano alla RAI il monopolio del "servizio pubblico" e non ha previsto la possibilità di costituire televisioni comunitarie da parte di enti locali, come è invece accaduto in altri paesi (ad esempio in Paesi Bassi, Svezia, Austria e Germania).
Le leggi vigenti in materia televisiva suddividono l'etere in un numero definito di canali assegnati attraverso concessioni. Ma la copertura di un canale da parte di un segnale televisivo via etere non è uniforme all'interno di un territorio: in ogni città esistono numerosi "coni d'ombra", ovvero luoghi in cui un segnale non arriva perché ostacolato fisicamente. Sfruttando la debolezza del proprio segnale, le telestreet occupano abusivamente i coni d'ombra trasmettendovi sopra, senza però coprire alcun'altra emittente televisiva in possesso di concessione (il segnale non vi arriva in ogni caso). Le telestreet hanno dunque ampliato il panorama dei canali a disposizione del telespettatore.
Le telestreet vengono solitamente promosse da associazioni, gruppi di persone o singoli cittadini che utilizzano lo strumento televisivo a fini di utilità sociale e aggregativa senza scopo di lucro, con lo scopo di far diventare il mezzo televisivo un libero strumento di comunicazione alla stregua di un giornale o di un sito web.
Dal marzo del 2003 gli Anelli Mancanti tv, coordinata dall'omonima associazione di volontariato, prima tv di strada a Firenze, si prefisse tra gli scopi di dare voce agli immigrati del quartiere.
Dopo alcuni mesi di sostanziale disinteresse della legge nei confronti delle nuove emittenti televisive, nel luglio 2004 una telestreet è stata chiusa per aver esercitato trasmissioni abusive. Si trattava della tv Disco Volante, promossa da un'associazione di disabili, che trasmetteva in un cono d'ombra di Senigallia (Ancona). Una mobilitazione di esponenti della cultura e parlamentari ha consentito di giungere al proscioglimento di Disco Volante, cui sono stati tolti i sigilli che per alcuni mesi ne avevano bloccato le trasmissioni.
Al meeting tenutosi nel novembre del 2006 a Gaeta le telestreet hanno stilato una bozza di proposta di legge da sottoporre al Parlamento per la regolarizzazione della microemittenza via etere nella futura nuova regolamentazione del sistema radio-televisivo italiano.
Dopo una lunga vertenza, nel dicembre del 2006, insu^tv, una telestreet di Napoli, riesce a farsi restituire la propria frequenza dalla televisione commerciale Telelibera. È la prima volta che il mondo delle tv commerciali riconosce il ruolo insostituibile delle telestreet nel panorama televisivo.
Il 5 settembre 2008 nella seduta numero 49 è stata presentata un'interrogazione a risposta in commissione alla V Commissione della Camera dei Deputati che si sono ritrovati il 14/10/2008, la conclusione la Commissione ha deliberato che "far sì che le frequenze libere in ambito locale risultanti dalle zone d'ombra nell'irradiazione di segnali televisivi possano essere utilizzati, su base non interferenziale da associazioni senza fini di lucro che abbiano le caratteristiche di fornitori di contenuti audiovisivi."
In Provincia di Treviso "La Tenda TV" che trasmette solo per la Città di Vittorio Veneto, nel 2010 è stata denunciata dalla Polizia Postale di Treviso perché non aveva l'autorizzazione a trasmettere.
Il 31 ottobre 2012 il giudice del tribunale di Conegliano ha sentenziato che non c'è stato nessuno abuso, «Assolti perché il fatto non sussiste» assolvendo i due responsabili dell'Emittente telestreet (TV di strada) don Fabrizio Mariani parroco della parrocchia SS. Pietro e Paolo di Vittorio Veneto e Federico Campo dall'Orto, giovane ideatore della tv parrocchiale.

## Le telestreet e le nuove tecnologie
Le difficoltà economiche congenite nella realizzazione di una microtelevisione hanno stimolato interessanti sperimentazioni nella fusione tra l'analogico e il digitale e nel diffuso utilizzo del web come inesauribile risorsa per riempire il palinsesto. Numerose telestreet trasmettono playlist di materiale audiovisivo tratto dalla rete (documentari, reportages, cortometraggi, videoarte ecc.), la maggior parte del quale fatica ad ottenere spazio nelle televisioni pubbliche o private.
Grazie ad un lavoro congiunto tra sviluppatori di software libero e insu^tv nel 2004 viene implementato per la prima volta SOMA per la gestione da remoto del palinsesto televisivo. SOMA è un progetto basato su piattaforma linux che permette di pianificare ed automatizzare tutto il palinsesto di una televisione. Le telestreet che lo hanno adottato possono così ridurre al minimo i tempi dedicati alla gestione della messa in onda per dedicarsi totalmente alla produzione dei contenuti.
Le telestreet, anche per quel simpatico spirito di compiere atti che violano regimi di monopolio, sono affezionate all'idea che tale termine vada usato solo per le trasmissioni via etere che sfruttino i coni d'ombra delle frequenze delle altre televisioni. L'introduzione di nuove tecnologie, ora che siamo solo all'inizio di un'autentica svolta epocale, può, però, portare ad una riflessione sulle forme che le telestreet possono assumere, ad esempio, in una città cablata, dando perciò più attenzione ai contenuti che al mezzo di diffusione. In questo caso il nuovo nome proposto è di micro-web TV

## Incontri sulle telestreet
Nel 2002 e nel 2004 le tv di strada italiane hanno dato vita agli incontri nazionali di Eterea, svoltisi rispettivamente a Bologna (dicembre 2002) a cura di Orfeo TV e  Eterea 2 a Senigallia (marzo 2004) a cura di Orfeo TV, Teleimmagini e Disco Volante TV.
Il 20 dicembre 2004 si è svolto a Napoli presso l'Università degli studi Suor Orsola Benincasa un seminario dal titolo: "Telestreet: Dalla tele-visione alla proxi-visione", seguito da un workshop a cura della telestreet partenopea insu^tv .
Il 7 marzo 2006 si è svolto a Bologna un convegno dal titolo Città e comunicazione: televisioni locali 'dal basso' come strumento di democrazia partecipativa.
Nel novembre 2006 si è tenuto presso gli studi di TeleMonteOrlando a Gaeta un incontro nazionale di tutte le principali telestreet italiane per la pianificazione delle linee guida di un documento programmatico da presentare al Parlamento in vista della futura discussione per l'approvazione della nuova legge sul sistema radiotelevisivo.
Per il 6 aprile 2008 è organizzato un nuovo raduno nazionale di tutte le telestreet italiane a Cesena (FC) organizzato da Tele-Osservanza e Tele-Pulce. Intento dell'incontro è stato quello di fare un censimento delle emittenti ancora attive e riprendere la discussione per quanto riguarda le problematiche giuridiche-legislative e l'utilizzo di nuove tecnologie tra cui il digitale terrestre e le possibilità di streaming via internet. È possibile trovare il programma dell'evento e altre informazioni aggiornate sul sito di Tele-Osservanza.